# The Last Waltz (bài hát)
"The Last Waltz" ("Điệu valse cuối cùng") là một bài hát sáng tác bởi Barry Mason và Les Reed. Nó là một trong những hit nổi tiếng nhất của ca sĩ Engelbert Humperdinck, yên vị ngôi quán quân trong năm tuần từ tháng 9 năm 1967 đến tháng 10 năm 1967 trên bảng xếp hạng UK Singles Chart; riêng ở Anh Quốc có hơn 1,17 triệu đĩa đã được bán ra. Tại Mỹ, bài hát leo lên vị trí 25 trên bảng xếp hạng Billboard Hot 100 và lọt vào top 10 của bảng xếp hạng Hot Adult Contemporary Tracks.
Bài này đã được đặt lời bằng các thứ tiếng khác như Pháp và Việt. Bản tiếng Việt do Trường Kỳ đặt lời dưới nhan đề "Bài luân vũ mùa mưa".

## Bối cảnh
Nhan đề bài này thể hiện chút gì đó của cách nói hai nghĩa do nó đề cập đến cả lần khiêu vũ đầu tiên và cuối cùng của nhân vật với người phụ nữ mà anh ta yêu: lần khiêu vũ đầu tiên của hai người là "đoạn valse cuối cùng" được chơi tại bữa tiệc mà họ lần đầu gặp mặt, còn lần khiêu vũ sau cùng là lần cả hai chấm dứt mối quan hệ khi tình yêu đã phai nhạt.

## Các phiên bản
Nhiều ca sĩ đã ra bản tiếng Pháp của bài hát này. Năm 1967, cả Mireille Mathieu và Petula Clark đều ra bản tiếng Pháp với tựa đề "La Derniere Valse". Phiên bản Mathieu đứng ba tuần ở vị trí quán quân trên các bảng xếp hạng nhạc pop của Pháp và cũng là một hit ở Anh Quốc, đứng vị trí 26. Phiên bản Clark lọt vào bảng xếp hạng ở Pháp vào tháng 2 năm 1968 và đạt đến hạng nhì  song không lọt vào bảng xếp hạng ở Anh. Clark cũng đưa bài hát vào album The Other Man's Grass Is Always Greener (1968) của cô. Cũng trong năm 1968, ca sĩ Stéphane ở Québec hát lại bài này bằng tiếng Pháp trong album Stéphane của anh. Năm 1969, Ginette Reno cũng ra bản hát bằng tiếng Pháp.
"The Last Waltz" được nhạc sĩ Trường Kỳ đặt lời tiếng Việt dưới nhan đề "Bài luân vũ mùa mưa", được các ca sĩ như Ngọc Lan, Elvis Phương và Thanh Lan biểu diễn.

## Vị trí trên bảng xếp hạng
| Bảng xếp hạng (năm 1967)                            | Vị trí cao nhất |
| --------------------------------------------------- | --------------- |
| BXH đĩa đơn Ireland (Irish Singles Chart)           | 1               |
| BXH đĩa đơn Anh Quốc (UK Singles Chart)             | 1               |
| BXH đĩa đơn Úc (Australian Singles Chart)           | 1               |
| BXH đĩa đơn Tân Tây Lan (New Zealand Singles Chart) | 1               |
| BXH Top 40 của Áo (Austrian Top 40)                 | 3               |
| BXH đĩa đơn của Na Uy (Norwegian Singles Chart)     | 3               |
| BXH đĩa đơn của Hà Lan (Dutch Singles Chart)        | 6               |
| Billboard Hot Adult Contemporary Tracks của Mỹ      | 6               |
| BXH đĩa đơn của Thụy Sĩ (Swiss Singles Chart)       | 9               |
| BXH đĩa đơn của Đức (German Singles Chart)          | 14              |
| Billboard Hot 100 của Mỹ                            | 25              |